# ماريسا موس
ماريسا موس (بالإنجليزية: Marissa Moss)‏ هي كاتِبة وكاتبة للأطفال أمريكية، ولدت في 29 سبتمبر 1959 في جانيت في الولايات المتحدة.